# Guvernørens Datter
Guvernørens Datter er en dansk stum romantisk dramafilm fra 1912 produceret af Nordisk Films Kompagni og instrueret af August Blom efter manuskript af Ludvig Jensen. Filmens hovedroller som guvernørens datter og løjtnant Petrowitsch spilles af Ebba Thomsen og Robert Dinesen.
Filmen, der i programmet betegnes som "En spændende Roman fra Tartarernes Land", havde dansk premiere den 15. juli 1912 i Panoptikon Teatret i København og blev i tysktalende lande distribueret som Die Tochter des Gouverneurs og i engelsktalende lande som The Governor's Daughter. 

## Handling
Guvernør Krabow har lovet sin datter, Sonja, væk til den rige general, fyrst Sabinsky. Men Sonja har andre planer, hun elsker nemlig den unge løjtnant Petrowitsch. Generalen opdager dette, og beslutter sig for at komme af med løjtnanten. Løjtnanten tages til fange af tartarer og finder ud af, at Sabinsky har givet ordre til at løjtnanten skulle holdes i sin garnison, indtil Sabinsky var blevet gift med guvernørens datter. Løjtnanten bliver rasende og slutter sig til tartarernes hær. Sonja opsøger tartarernes general for at bede om nåde for løjtnanten, men finder ud af, at løjtnanten har sluttet sig til tartarerne; og hendes kærlighed til løjtnanten stopper. Hun lader sig gifte med fyrst Sabinsky. 
Fire år går, og Sonja har nu fået en lille dreng. En tartar bortfører drengen og meddeler, at hvis general Sabinsky lader tartariske fanger henrette, vil det gå ud over drengen. Sonja styrter til rædselsslagen til kasernen, men henrettelserne har allerede fundet sted! Da tartarerne vil hævne sig på drengen, får løjtnanten medlidenhed med det lille barn, og det lykkes ham at bringe barnet tilbage til forældrene, der vil takke løjtnanten.

## Medvirkende
- Anton Gambetta Salmson som Guvernør Krabow
- Augusta Blad som Krabows hustru
- Ebba Thomsen som Sonja, Krabows datter
- Cajus Bruun som Fyrst Sabinsky, general
- Robert Dinesen  Løjtnant Petrowitsch
- Lily Frederiksen som Barnet
- Alma Hinding
- Svend Bille
- Agnes Lorentzen